# XIII機關
XIII機關（讀做十三號機關、日语：、英文：Organization XIII），是王國之心系列中的一個虛構組織。

## 概述
XIII機關是由13（不包括希恩）位沒有心的人（Nobody）組成的組織。組織目的是获得由被夺取的心所汇集形成的「王国之心」，而令組織成員不再「無心」。所有組織成员都穿着黑色的拉鍊外套，一般會以頭套遮臉，極少露出自己的容貌。組織根據成員的級數設定椅子的高度。他們的基地位於「不存在的世界」。XIII機關能操縱無形者。

## 成員

### 賽亞諾特大師
- 傑姆那斯（ゼムナス/Xemnas  聲 - 若本規夫）No.1[1]
  - 虛無的支配者
  - XIII機關中最強的成員，亦是機關的領導人。最少顯露真面目。他是智者安森（Ansem the Wise）的大徒弟賽亞諾特（Xehanort）捨棄心後的無形者。名字是將老師名字加上X形成，平時說話及動作非常誇張，只是為了表現出感情而故意做出來。而大弟子賽亞諾特則是泰拉（Terra）的肉體和賽亞諾特大師的心的合成的。
  - 在王國之心II中，他追求的王國之心是人的心匯合體，透過索拉用鍵匙刃消滅無心者，機關將無心者的心儲成王國之心（正常而言，無心者被鑰刀消滅後，心會回歸原來的地方）
  - 最終在機關城堡被索拉和里克二人所消滅。
  - 王國之心3D中透露，他建立機關是為了尋找適合賽亞諾特的容器，當中也曾打算將里克、洛克薩斯和希恩變成容器，最終計劃均失敗。他自身也是賽亞諾特的容器之一，即闇之探究者。
- 屬性：無
  - 武器：虛無之劍

### 席格巴爾
- 席格巴爾（シグバール/Xigbar  聲 - 大塚芳忠） No.2
  - 魔彈的射手
  - 機關中有敏銳的觀察力。天生喜歡戰鬥，性格冷血，性格非常輕浮。戰鬥時，絲毫不會手下留情。原名布萊格（Braig）。機關初期成員，擁有自由穿越空間的力量，獨眼和傷痕是他的特徵，他還經常監視其他成員。
  - 最終在機關城堡被索拉等人所消滅。
  - 王國之心3D中透露，他實際上是賽亞諾特的手下，在機關尋找適合賽亞諾特的容器。他自身也是賽亞諾特的容器之一，即闇之探究者。
- 屬性：空間
  - 武器：雙槍

### 維克森
- 維克森（Vexen） No.4 
  - 冰凍的學士
  - 一名科學家，通過實驗體的資料來製造複製品，對研究有興趣。原名伊文（Even）。機關初期成員，擁有控制冰的力量，他經常通過巨盾來收集敵人的數據，對機關內部順位很看重，經常擺出前輩的架子和前輩的口吻來說話。
  - 最終在忘卻之城中的黃昏鎮被「為博取馬路夏和拉克希妮信任」的亞克賽爾所滅。
- 屬性：冰
  - 武器：藍盾

### 賽克斯
- 賽克斯（Saix、歐美：Saïx） No.7
  - 月舞之魔人
  - 沉默寡言，力量強大，雙重性格的人。原名 艾薩（Isa）。在機關裡擔任到官，負責委派任務和分派工作，他身上看不到有任何感情的表情，非常熟悉傷害人心的方法。他能夠吸收月亮光輝並爆發出驚人的力量。
  - 王國之心II中，最終在機關城堡被索拉等人所消滅。
  - 王國之心夢中降生中透露，在成為無形者之前，與亞克賽爾是好友關係。
  - 王國之心3D中透露，他自身也是賽亞諾特的容器之一，即闇之探究者。
- 屬性：月
  - 武器：大劍

### 迪米克斯
- 迪米克斯（Demyx） No.9
  - 小夜曲的旋律
  - 性格輕佻的結他手。組織中最弱的成員。能夠使用結他來控制水的力量，平常非常懶散，即使在任務中也不會認真，但這些只是為了給人留下不稱定印象的表現而已。
  - 最終在虛空城被索拉等人所滅。
- 屬性：水
  - 武器：錫塔爾琴

### 路克梭德
- 路克梭德（Luxord） No.10
  - 命運的賭徒
  - 戰略家和賭徒，認為策略像遊戲。喜歡打牌的成員。擁有控制時間的力量，平常給人一種紳子的感覺，但其實只是個任何事都靠賭的賭徒，能夠制作出特有的賭上性命的戰鬥舞台，很容易就會落入他的陷阱。
  - 最終在機關城堡被索拉所滅。
- 屬性：時
  - 武器：撲克牌

### 馬路夏
- 馬路夏（Marluxia） No.11
  - 優雅的凶刀
  - 野心家。機關的新人，忘卻之城的負責人，實力非常強勁，戰鬥時也是揮舞著鐮刀，控制花之力進行優雅且凶險的攻擊。
  - 最終在忘卻之城頂層被索拉所滅。
- 屬性：花
  - 武器：鐮刀

### 拉克希妮
- 拉克希妮（Larxene） No.12
  - 非情的妖姬
  - 第一位女性成員，冷酷無情。擁有控制雷的能力，與馬爾夏一起負責管理忘卻之城，性格過度自信，以居高臨下的態度對待他人，以傷害他人為樂，經常以匕首配合雷電高速的攻擊。
  - 最終在忘卻之城第13層被索拉所滅。
- 屬性：雷
  - 武器：匕首

### 前任成员

#### 薩爾丁
- 薩爾丁（Xaldin） No.3
  - 旋風的六槍
  - 擁有旋風六槍，操控風的機關成員。原名迪蘭（Dilan）。機關初期成員，擁有操縱狂風的能力，不僅戰鬥力強，口才也非常出色，能夠用斷定的口氣追探對方心底，並扭曲他人的內心。
  - 最終在野獸城堡被索拉等人所消滅。漫畫中則是被複製人維克森No.44所消滅。
- 屬性：風
  - 武器：6枝雙頭長矛

#### 雷克賽斯
- 雷克賽斯（Lexaeus）No.5
  - 寂靜的豪傑
  - 組織的忠實成員，武力解決的人。原名艾雷伍斯（Elaeus）。機關初期成員，擁有控制土的力量，他非常嚴肅，很少說話，以行動來表達自己的意思，但做事卻非常沉著冷靜，會冷靜的觀察和分析事態。
  - 最終在忘卻之城地下四層被控制里克的無心者安森所滅。漫畫中里克並沒有被控制。
- 屬性：土
  - 武器：鋼斧

#### 傑克西恩
- 傑克西恩（Zexion）No.6
  - 影之策士
  - 孤僻的成員。原名言佐（Ienzo）。機關初期成員，擁有控制幻象的力量，他是一位頭腦清晰的策士，為了策略成功不惜犧牲和利用自己的同伴，甚至可以迷惑敵人自己滅亡。
  - 最終在忘卻之城被亞克賽爾（Axel）所利用的複製里克吸取力量所滅。漫畫則是被里克本人所滅。
- 屬性：幻
  - 武器：魔法書

#### 亞克賽爾
- 亞克賽爾（Axel） No.8
  - 炎之烈風
  - 機關中最開朗的成員，與洛克薩斯、希恩是朋友，是王國之心 358/2天中主要角色之一。原名里亞（Lea）。在機關裡負責培養新人和處決背叛者。能夠控制火的力量，使用飛輪作攻擊，看起來非常隨便，雖然沒有心，但與洛克薩斯、希恩在一起時，感到了快樂。
  - 在王國之心3D中，因無心者和無形者被鍵刃消滅，在光輝庭院變回本體，並利用闇之回廊，到迪士尼城堡找國王米奇，並找伊恩西德（Yen Sid）大師學習使用鍵刃，最終到不存在的世界阻止新十三號機關，且獲得鍵刃。
- 屬性：炎
  - 武器：火輪/鑰刀

#### 洛克薩斯
- 洛克薩斯（Roxas） No.13
  - 邂逅之鍵
  - 索拉變成無心者時，在黃昏鎮產生的無形者。由於他繼承了索拉的能力，所以他成為XⅢ機關中唯一被鑰刃選中的人。新加入機關的成員，握有鑰刀，是王國之心358/2天中主要角色之一，後來因對自身的存在感到懷疑和找回希恩而離開機關。
  - 最終在王國之心II序章，回歸到索拉的心。
- 屬性：光（暗）
  - 武器：鑰刀

#### 希恩
- 希恩（Xion） No.14
  - 最新加入機關的女性成員，為第14位成員，握有鑰刀，是王國之心358/2天中主要角色之一，後來發現自己的身世決定順從XIII機關目的，由洛克薩斯決定自己的生死命運，變成怪物後被洛克薩斯殺掉。
  - 從此之後，所有人都忘記了希恩，除了手持「往昔的回憶」鍵刃的洛克薩斯記得她。
- 屬性：光
  - 武器：鑰刀